# Jasser Haj Youssef
Jasser Haj Youssef (Sousse, Tunísia, 18 de junho de 1980) é um músico tunisino, compositor e virtuoso do violino de música árabe, clássica e jazz. 
Youssef é originário de Sousse, uma cidade portuária da Tunísia, mas vive e trabalha na França. É associado a numerosos projetos artísticos.
- {fr} Jasser Haj Youssef y su presentacion en Myspace, agenda de sus conciertos
- (em francês)Jasser Haj Youssef - Radio Monte Carlo, hablando de su proyecto artistico
- {fr} BEUR FM
- {fr} Jasser Haj Youssef Nature et Culture en Hautes-terres
- {fr} Jasser Haj Youssef in musique.arabe